# Horace Dobbs
Horace Edward Dobbs (comunemente chiamato Horace Dobbs; Londra, 14 gennaio 1933) è un chimico, scrittore e ricercatore inglese, considerato uno dei maggiori esperti sul comportamento dei delfini.
Nel 1978 ha fondato  l'International Dolphin Watch e anche the Oxford Underwater Research Group. Dobbs ha avviato anche un ente di beneficenza chiamato "Operation Sunshine Family Therapy Programs" che offre a bambini e giovani adulti con gravi svantaggi fisici e mentali l'opportunità di realizzare il loro sogno di nuotare con i delfini nel loro ambiente naturale, oltre a dare tregua ai genitori in un ambiente solidale e premuroso. L'obiettivo del progetto è consentire a tutta la famiglia di beneficiare delle attività del programma per rilassare il corpo, alleviare le tensioni, rilasciare le emozioni, la frustrazione, la perdita, la paura e la rabbia.

## Biografia
Nato a Londra, Dobbs ha frequentato la John Ruskin School e si è diplomato all'età di 16 anni. Dopo il liceo, Dobbs si è laureato in chimica all'università di Londra e ha lavorato come assistente di laboratorio nei Burroughs Wellcome Research Laboratories di Beckenham, nel Kent. Ha fatto parte del team che scoprì l'etorfina, un oppiaceo. Questo oppiaceo è stato utilizzato per sviluppare un farmaco veterinario chiamato Immobilon, che è un analgesico usato per sedare gli animali. Lo sviluppo di Immobilon ha rivoluzionato la medicina veterinaria ed è ancora oggi utilizzato per sedare grandi animali selvatici quando hanno bisogno di cure veterinarie.
All'età di 20 anni, Dobbs sposò sua moglie Wendy e a 23 si laureò con lode alla Università di Londra  in Chimica tramite studi part-time.

### Atomic Energy Authority
Dai laboratori Burroughs Wellcome, Horace Dobbs è passato all'Atomic Energy Authority (UKAEA), dove ha scritto due pubblicazioni di ricerca, Quenching and Adsorption in Liquid scintillation counting, nel 1962,  e Dispensing solutions for liquid scintillation counting, pubblicate in Rapporti scientifici e tecnici aerospaziali (volume 3, numero 17) nell'aprile 1965.  Mentre era all'UKAEA, Dobbs ottenne il dottorato di ricerca presso l'Università di Oxford. Durante questo periodo, ha sviluppato la sua passione per le immersioni e ha anche scritto il suo primo libro, Camera Underwater.

### Carriera tra i delfini
Dobbs iniziò a raccontare i suoi studi e le interazioni dei delfini con la messa in onda di Neptune's Needle sulla BBC One, il 24 giugno 1965 e il 20 marzo 1966. Un articolo del New York Times su un delfino di nome Fungie riportava che il dottor Dobbs trascorse due anni di riprese del delfino.
Dobbs è considerato un esperto di argomenti relativi al comportamento dei delfini e nel processo Folkestone a carico di due uomini accusati di aver disturbato un delfino, Dobbs è stato chiamato come testimone della difesa.  È stato anche intervistato dalla BBC Radio Cornwall in merito al luogo e alla sicurezza di un delfino di nome Beaky di cui aveva scritto un libro intitolato Follow a Wild Dolphin.
In qualità di ambientalista della fauna selvatica, Dobbs si è opposto a tenere i delfini in cattività. In un articolo della BBC, Dobbs ha affermato che tenere i delfini in cattività nei resort o nei parchi acquatici è come una tortura.
Poiché sempre più persone interagiscono con i delfini, un numero crescente di esperti, incluso Dobbs, crede che nuotare con i delfini abbia un effetto terapeutico su chi soffre di depressione. Un saggio del 1994 dell'on. David Lloyd Hoare ha raccontato la storia di come il dottor Dobbs portò alcune persone a nuotare con un delfino di nome Simo e l'effetto terapeutico che ebbe su uno di loro.

### Ultimi anni
Nei suoi ultimi anni, Dobbs si è allontanato dalla scrittura di fatti e dalla realizzazione di film per creare una serie di libri di fantasia per bambini su un delfino orfano chiamato Dilo. Sebbene questi libri siano di fantasia, le storie sono tutte basate su eventi reali che Dobbs aveva vissuto con i delfini selvatici.
Dobbs vive a North Ferriby nell'East Riding of Yorkshire, in Inghilterra, vicino alla città di Hull. È sposato con Wendy Dobbs (ora in una casa di cura) e ha due figli,  Melanie Parker e Ashley Dobbs.

## Filmografia
- Horace Dobbs su BFI.[15]
- Dobbs Goosen Films al BFI.[16]

## Opere
Lista dei libri di Horace Dobbs.
- The Great Diving Adventure, J.H. Haynes & Co. Limited
- Underwater Swimming, Collins Nutshell Books
- Camera Underwater, Focal Press
- Follow a Wild Dolphin, Souvenir Press
- Save the Dolphins, con una prefazione di HRH Prince Philip, Souvenir Press
- The Magic of Dolphins, Lutterworth Press
- Tale of Two Dolphins, Jonathan Cape
- Dance to a Dolphins Song, Jonathan Cape
- Snorkelling and Skin Diving, con una prefazione di HRH Prince Charles, Oxford illustrated Press
- Classic Dives of the World, Oxford illustrated Press
- Journey into Dolphin Dreamtime, Jonathan Cape
- Dilo and the Call of the Deep, Watch Publishing
- Dilo Makes Friends, Watch Publishing
- Dolphin Healing, Piatkus Books
- Dilo and the Treasure Hunters, Watch Publishing
- Dilo in Lighthouse Bay, Watch Publishing
- Dilo and the Isle of the Gods, Star Books